# Mount Haast (Buller District)
Der Mount Haast ist ein Berg im Buller District der Region West Coast auf der Südinsel von Neuseeland.

## Geographie
Der Mount Haast befindet sich mit einer Höhe von 1587 m im Victoria Forest Park, zwischen dem Otto River im Westen, dem Inangahua River im Norden, dem Rahu River im Osten und dem Rahu River Left Branch im Süden. Nördlich und östlich des Gipfels des Bergmassivs führt in einem Abstand zwischen 2,1 km und 3 km der New Zealand State Highway 7 vorbei. Reefton, als nächstgrößerer Ort ist rund 28 km in nordwestlicher Richtung zu finden.

## Wanderweg
Von einem Parkplatz entlang des New Zealand State Highway 7 aus kann der Berg erwandert werden. Der Einstieg in den als Mount Haast Route bezeichneten Wanderweg befindet sich auf einer Höhe von 645 m, rund 2,1 km nordöstlich des Bergmassivs. Für die als schwer bezeichnete rund 2,75 km lange Strecke werden für den Hin- und Rückweg zwischen 4 und 5 Stunden Wanderzeit angegeben.
Andere Quellen geben für eine 2,35 km lange Strecke 3 bis 4 Stunden Wanderzeit an.